# Дзярново (Мазовецьке воєводство)
Дзярново (пол. Dziarnowo) — село в Польщі, у гміні Стара Біла Плоцького повіту Мазовецького воєводства.
Населення — 288 осіб (2011).
У 1975-1998 роках село належало до Плоцького воєводства.

## Демографія
Демографічна структура станом на 31 березня 2011 року:
|          | Загалом | Допрацездатний вік | Працездатний вік | Постпрацездатний вік |
| -------- | ------- | ------------------ | ---------------- | -------------------- |
| Чоловіки | 148     | 45                 | 86               | 17                   |
| Жінки    | 140     | 38                 | 74               | 28                   |
| Разом    | 288     | 83                 | 160              | 45                   |